# Pacto sinalagmático conmutativo y bilateral
Teoría federalista de inspiración anarquista de "abajo arriba" nacida del consentimiento soberano de las partes constituyentes, los correspondientes estados soberanos, y preconizada  por el ala "intransigente" del Partido Republicano Democrático Federal de España, que abogaba por una República Federal. Sus dos puntos álgidos tuvieron lugar en 1873 con la Revolución Cantonal durante la presidencia de la Primera República de Pi y Margall del ala "centrista" del partido y en 1883 con la redacción de diversas Constituciones Federales como la de Asturias, la de Andalucía (también conocida como "de Antequera"), la de La Rioja o la Constitución de Toro.
Este federalismo surge de un pacto, porque este es "el único medio amplio y autonómico de asegurar el derecho de todos y el de cada uno", el cual debe ser sinalagmático, esto es, "que cada una de las partes se reserve mayor suma de libertad que la que cede".